# Fool's Gold Loaf
Il Fool's Gold Loaf, anche conosciuto come Fool's Gold, è un piatto inventato a Denver, nel Colorado (Stati Uniti d'America). Si tratta di una pagnotta riscaldata contenente burro di arachidi, confettura di mirtilli e pancetta.

## Storia
Il panino, che deve principalmente la sua fama a Elvis Presley, risulta inventato nel ristorante Colorado Mine Company di Denver. Graeme Wood attribuisce l'invenzione ai proprietari del ristorante Cindy e Buck Scott, che avrebbero fatto conoscere la ricetta a Elvis. Secondo un'altra versione fu il cuoco del ristorante, Nick Andurlakis, che lo avrebbe inventato e consigliato ad Elvis, che si trovava nel locale. Il termine Fool's Gold (letteralmente "oro del matto") sarebbe un riferimento alla "Miniera di Colorado" che dà il nome al suddetto ristorante.
Secondo un resoconto riportato su The Life and Cuisine of Elvis Presley e che contribuì a rendere popolare il panino, la notte del 1º febbraio 1976 Elvis Presley si sarebbe trovato nella sua casa di Graceland a Memphis. Mentre s'intratteneva con due amici, il capitano Jerry Kennedy della polizia di Denver e Ron Pietrafeso dello Strike Force Against Crime del Colorado, si misero a parlare del sandwich e Presley, dopo aver deciso di volerne mangiarne uno, andò con loro a Denver col suo jet privato. Dopo essere giunti all'aeroporto, avrebbero ordinato diversi Fool's Gold, la leggenda narra che fossero 22, acqua Perrier e champagne, che consumarono in un hangar assieme ai due piloti per poi ritornarsene a Memphis.
Il piatto viene anche menzionato in molti libri di cucina e in altri media che si sono incentrati sull'amore di Presley per il cibo.

## Preparazione
Il Fool's Gold viene preparato usando una baguette che, dopo essere stata ricoperta con due cucchiai di margarina, viene successivamente cotta in forno fino a doratura. Il panino viene in seguito tagliato longitudinalmente e riempito con una libbra di pancetta fritta nell'olio successivamente scolata, un intero barattolo di confettura di mirtilli e un intero barattolo di burro di arachidi. Secondo le fonti, il panino di Elvis conterrebbe 8000 calorie.